# Marquesado de Ceballos-Carvajal
El marquesado de Ceballos-Carvajal es un título nobiliario español creado por el rey Alfonso XIII en favor de Antonio Morenés y García-Alessón, mayordomo de semana del monarca, mediante real decreto del 13 de abril de 1902 y despacho expedido el 5 de diciembre del mismo año, para hacer recuerdo del título que su antepasado, Alonso de Ceballos del Molino y Navarrete, ostentó en el reino de las Dos Sicilias.

## Marqueses de Ceballos-Carvajal
|                           | Titular                              | Periodo                   |
| Creación por Alfonso XIII | Creación por Alfonso XIII            | Creación por Alfonso XIII |
| ------------------------- | ------------------------------------ | ------------------------- |
| i                         | Antonio Morenés y García-Alessón     | 1902-1914                 |
| ii                        | Juan Antonio Morenés y García-Sancho | 1914-1964                 |
| iii                       | Cristóbal Pérez del Pulgar y Morenés | 1971-2000                 |
| iv                        | Jaime Pérez del Pulgar y Delacour    | 2021-actual               |

## Historia de los marqueses de Ceballos-Carvajal
- Antonio Morenés y García-Alessón (Tarragona, 1868-26 de noviembre de 1914), i marqués de Ceballos-Carvajal, mayordomo de semana del rey Alfonso XIII, caballero de la Real Maestranza de Zaragoza.[3] Era cuarto nieto, por el lado materno, de Mariana Díaz-Pimienta y Torrezar Salcedo, hija del IV marqués de Villarreal de Burriel, que casó con Alonso de Ceballos Carvajal (1692-1770), II marqués de Ceballos,[4][5] título que ostentó en el reino de las Dos Sicilias. Fueron sus padres Carlos Morenés y Tord, barón de las Cuatro Torres, y Fernanda García de Alessón y Pardo de Rivadeneira, IV condesa del Asalto, grande de España, y V baronesa de Casa Davalillo.[6]

Casó el 8 de diciembre de 1904, en Madrid, con María del Milagro García-Sancho y Zabala (n. 1874), xv marquesa de Montealegre. El 23 de septiembre de 1914 le sucedió su hijo:
- Juan Antonio Morenés y García-Sancho (1906-1964), ii marqués de Ceballos-Carvajal, xvi marqués de Montealegre y caballero maestrante de la Real de Zarajoza.[3][1]

Sin descendientes. El 1 de febrero de 1971, previa orden del 8 de octubre de 1970 para que se expida la correspondiente carta de sucesión (BOE del 4 de noviembre), le sucedió su sobrino, hijo de María del Carmen Morenéns y García-Sancho, xvii marquesa de Montealegre, y su esposo Cristóbal Ignacio Pérez del Pulgar y Alba, ii marqués del Albaicín:
- Cristóbal Pérez del Pulgar y Morenés (1937-2000), iii marqués de Ceballos-Carvajal, xviii marqués de Montealegre.[7]

Casó el 24 de julio de 1964, en San Juan de Puerto Rico, con Josefina Amalia San Miguel y Goenaga (+1993). Divorciados en 1991.
Casado el 20 de enero de 1994, en Madrid, con Concepción Iribas y Suárez del Otero, marquesa viuda de Ceballos-Carvajal y marquesa viuda de Montealegre. Le sucedió su sobrino:
- Jaime Pérez del Pulgar y Delacour, iv marqués de Ceballos-Carvajal[10]